# Shimokawa
Shimokawa (下川町, Shimokawa-chō) est un bourg du district de Kamikawa, situé dans la sous-préfecture de Kamikawa, sur l'île de Hokkaidō, au Japon.

## Géographie

### Démographie
Au 31 mars 2015, la population de Shimokawa s'élevait à 3 465 habitants, répartis sur une superficie de 644,20 km2.

### Climat
| Mois                                             | jan.       | fév.       | mars       | avril      | mai       | juin      | jui.      | août      | sep.      | oct.      | nov.       | déc.       | année      |
| ------------------------------------------------ | ---------- | ---------- | ---------- | ---------- | --------- | --------- | --------- | --------- | --------- | --------- | ---------- | ---------- | ---------- |
| Température minimale moyenne (°C)                | −15,7      | −15,8      | −9,8       | −2,4       | 3,3       | 8,8       | 13,8      | 14,7      | 9,1       | 2,4       | −2,7       | −10,7      | −0,4       |
| Température moyenne (°C)                         | −8,8       | −8,2       | −3,3       | 3,6        | 10,2      | 14,8      | 18,8      | 19,4      | 14,7      | 7,9       | 1,3        | −5,4       | 5,4        |
| Température maximale moyenne (°C)                | −3,9       | −2,7       | 1,7        | 9,3        | 17,1      | 21,3      | 24,7      | 25        | 21        | 13,9      | 5,2        | −1,7       | 10,9       |
| Record de froid (°C) date du record              | −35,1 1985 | −36,1 1978 | −32,3 1986 | −15,8 1984 | −6 2004   | −2,1 1983 | 1,5 1979  | 2,7 2004  | −1 2013   | −7,5 2006 | −20,9 2008 | −31,7 1978 | −36,1 1978 |
| Record de chaleur (°C) date du record            | 6,4 2009   | 11,3 2010  | 15,1 2018  | 26,6 1998  | 31,9 2019 | 34 2014   | 37,3 2021 | 36,2 2021 | 31,5 2019 | 25,1 2019 | 19,8 2003  | 12,4 1989  | 37,3 2021  |
| Ensoleillement (h)                               | 64,9       | 88,7       | 124,4      | 151,3      | 181,9     | 161,4     | 157,4     | 148,2     | 150,2     | 119,2     | 55,5       | 41,7       | 1 443,6    |
| Précipitations (mm)                              | 36,8       | 28,2       | 37,3       | 42,8       | 62,9      | 64,1      | 126,8     | 143,6     | 147       | 118,8     | 95,8       | 60,7       | 964,8      |
| dont neige (cm)                                  | 184        | 150        | 139        | 40         | 0         | 0         | 0         | 0         | 0         | 3         | 82         | 204        | 820        |
| Nombre de jours avec précipitations              | 14,3       | 11,8       | 12,9       | 10,8       | 10,9      | 9,8       | 12,3      | 12,1      | 14,8      | 16,4      | 18,7       | 18,8       | 163,6      |
| dont nombre de jours avec précipitations ≥ 10 mm | 0,4        | 0,3        | 0,5        | 1,1        | 2,1       | 2,1       | 4         | 4,6       | 4,6       | 4,3       | 2,6        | 1,1        | 27,8       |
| Nombre de jours avec neige                       | 20,3       | 17,9       | 16,9       | 5,9        | 0         | 0         | 0         | 0         | 0         | 0,3       | 8,2        | 20,7       | 91,4       |

| Diagramme climatique                                  |               |             |             |             |             |               |             |          |              |             |               |
| J                                                     | F             | M           | A           | M           | J           | J             | A           | S        | O            | N           | D             |
| −3,9−15,736,8                                         | −2,7−15,828,2 | 1,7−9,837,3 | 9,3−2,442,8 | 17,13,362,9 | 21,38,864,1 | 24,713,8126,8 | 2514,7143,6 | 219,1147 | 13,92,4118,8 | 5,2−2,795,8 | −1,7−10,760,7 |
| Moyennes : • Temp. maxi et mini °C • Précipitation mm |               |             |             |             |             |               |             |          |              |             |               |